# Jim Lampley
Jimmy D. "Jim" Lampley (Harrisburg, Pensilvania, 2 de julio de 1960) es un exjugador de baloncesto estadounidense que jugó un partido en la NBA, desarrollando la mayor parte de su carrera en la CBA. Con 2,08 metros de estatura, lo hacía en la posición de pívot.

## Trayectoria deportiva

### Universidad
Jugó durante dos temporadas con los Commodores de la Universidad de Vanderbilt, donde apenas tuvo minutos de juego, siendo transferido en 1980 a los Trojans de la Universidad de Arkansas-Little Rock, donde disputó dos temporadas más, en las que promedió 15,1 puntos y 7,4 rebotes por partido. En su primera temporada fue elegido novato del año e incluido en el segundo mejor quinteto de la Atlantic Sun Conference, mientras que en la segunda apareció en el mejor equipo de la conferencia, tras liderar la misma en puntos y rebotes.

### Profesional
Fue elegido en el puesto 102 del Draft de la NBA de 1983 por Dallas Mavericks, con los que firmó su primer contrato profesional, pero fue despedido antes del comienzo de la competición. Fichó entonces por los Detroit Spirits de la CBA, donde jugó una temporada, en la que promedió 7,4 puntos y 6,7 rebotes por partido.
Tras jugar en Bélgica y Argentina, regresó a su país, para probar primero con los Washington Wizards y posteriormente con los Milwaukee Bucks antes del comienzo de la temporada 1986-87, pero fue rechazado por ambas franquicias. Finalmente, tras la lesión de Jeff Ruland, firmó con los Philadelphia 76ers, pero únicamente disputó un partido, en el que consiguió 3 puntos y 5 rebotes.
Regresó posteriormente a la CBA, donde jugó varias temporadas más, siendo la más destacada la 1988-89, con los Rockford Lightning, en la que promedió 20,4 puntos y 9,8 rebotes por encuentro. Acabó su carrera como el quinto máximo reboteador de la historia de la liga, con 2.792 capturas.

## Estadísticas de su carrera en la NBA

### Temporada regular
| Temporada | Edad | Equipo             | Liga | Pos. | P | TIT | MIN  | TC  | TCA | %TC  | 3P  | 3PA | %3P | 2P  | 2PA | %2P  | TL  | TLA | %TL  | R.OF. | R.DEF. | REB | ASIS | ROB | TAP | PER | FP  | PTS |
| 1986-87   | 26   | Philadelphia 76ers | NBA  | C    | 1 | 0   | 16.0 | 1.0 | 3.0 | .333 | 0.0 | 0.0 |     | 1.0 | 3.0 | .333 | 1.0 | 2.0 | .500 | 1.0   | 4.0    | 5.0 | 0.0  | 1.0 | 0.0 | 1.0 | 0.0 | 3.0 |
| Total     |      |                    | NBA  |      | 1 | 0   | 16.0 | 1.0 | 3.0 | .333 | 0.0 | 0.0 |     | 1.0 | 3.0 | .333 | 1.0 | 2.0 | .500 | 1.0   | 4.0    | 5.0 | 0.0  | 1.0 | 0.0 | 1.0 | 0.0 | 3.0 |